# Pterostylis dubia
Pterostylis dubia är en orkidéart som beskrevs av Robert Brown. Pterostylis dubia ingår i släktet Pterostylis och familjen orkidéer. Inga underarter finns listade i Catalogue of Life.